# Acraea dubiosa
Acraea dubiosa är en fjärilsart som beskrevs av Suffert 1904. Acraea dubiosa ingår i släktet Acraea och familjen praktfjärilar. Inga underarter finns listade i Catalogue of Life.